# 정종우
정종우(1984년 ~ )는 대한민국의 배우이자 모델이다.

## 출연작

### 영화
- 《낭만여행》 (2023년) - 종우 역
- 《낭만 캠퍼스》 (2023년) - 형사 2 역
- 《헌트》 (2022년) - 목성사 건장남 역
- 《짬뽕비권》 (2022년) - 일봉 역
- 《경관의 피》 (2022년) - 유도상대 역
- 《투빅맨》 (2020년) - 금강철 역 (작중 서브 남주)
- 《남산의 부장들》 (2020년) - 박부장 경호원 1 역
- 《도어락》 (2018년) - 보안요원 역
- 《공작》 (2018년) - 소대장 2 역
- 《독전》 (2018년) - 브라이언 수행원 역
- 《강철비》 (2017년) - 국군병원특임대중대장 역
- 《석조저택 살인사건》 (2017년) - 부산호텔 커플남 / 법정 방청객 역
- 《비정규직 특수요원》 (2017년) - 선그라스요원 / 냉장고 고객 (목소리) 역
- 《올리고당 더 무비》 (2017년) - 태식 역
- 《검사외전》 (2016년) - CRPT4 역
- 《더 폰》 (2015년) - 쩍벌남 역
- 《쓰리 썸머 나잇》 (2015년) - 근육남 2 역
- 《권법형사: 차이나타운》 (2015년) - 형사 1 역
- 《힙스터 안개의 덫》 (2014년)
- 《위험한 유혹 - 추억이 떠나면 외로움만 남는다》 (2014년) - 주희 애인 역
- 《여배우는 너무해》 (2014년) - 재수남 친구 1 역
- 《월희》 (2013년)
- 《슬픔보다 더 슬픈 이야기》 (2009년) - 방송국 FD 1 역

### 드라마
- 《가석방심사관 이한신》 (2024년, tvN) - 백 실장 역
- 《딜리버리 맨!》 (2023년, 지니 TV) - 구봉 역
- 《암행어사: 조선비밀수사단》 (2020년, KBS2) - 행수군관 역
- 《굿캐스팅》 (2020년, SBS)
- 《우아한 친구들》 (2020년, JTBC)
- 《간택 - 여인들의 전쟁》 (2019년, TV조선)
- 《레버리지: 사기조작단》 (2019년, TV조선)
- 《열혈사제》 (2019년, SBS)
- 《웰컴2라이프》 (2019년, MBC)
- 《검법남녀 2》 (2019년, MBC)
- 《왕이 된 남자》 (2019년, tvN)
- 《보이스 3》 (2019년, OCN)
- 《자백》 (2019년, tvN)
- 《용왕님 보우하사》 (2019년, MBC)
- 《왼손잡이 아내》 (2019년, KBS2)
- 《해치》 (2019년, SBS)
- 《초면에 사랑합니다》 (2019년, SBS)
- 《리갈 하이》 (2019년, JTBC)
- 《어쩌다 발견한 하루》 (2019년, MBC)
- 《으라차차 와이키키 2》 (2019년, JTBC)
- 《차달래 부인의 사랑》 (2019년, KBS2)
- 《강남스캔들》 (2019년, SBS)
- 《신의 퀴즈: 리부트》 (2018년, OCN)
- 《계룡선녀전》 (2018년, tvN)
- 《미스 마: 복수의 여신》 (2018년, SBS)
- 《빅 포레스트》 (2018년, tvN)
- 《미스터 션샤인》 (2018년, tvN)
- 《슈츠》  (2018년, KBS2)
- 《미스 함무라비》 (2018년, JTBC)
- 《전생에 웬수들》 (2018년, MBC)
- 《내일도 맑음》 (2018년, KBS1)
- 《스케치》 (2018년, JTBC)
- 《미워도 사랑해》 (2018년, KBS1)
- 《으라차차 와이키키》 (2018년, JTBC)
- 《밥상 차리는 남자》 (2018년, MBC)
- 《라이브》 (2018년, tvN)
- 《손 꼭 잡고, 지는 석양을 바라보자》 (2018년, JTBC)
- 《저글러스》 (2017년, KBS2)
- 《흑기사》 (2017년, KBS2)
- 《돈꽃》 (2017년, MBC)
- 《고백부부》 (2017년, KBS2)
- 《언터처블》 (2017년, JTBC)
- 《블랙》 (2017년, OCN)
- 《언니는 살아있다》 (2017년, SBS)
- 《맨홀 - 이상한 나라의 필》 (2017년, KBS2)
- 《다시 만난 세계》 (2017년, SBS)
- 《병원선》 (2017년, MBC)
- 《당신은 너무합니다》 (2017년, MBC)
- 《20세기 소년소녀》  (2017년, MBC) - 의뢰인 2 역
- 《듀얼》 (2017년, OCN)
- 《힘쎈여자 도봉순》 (2017년, JTBC)
- 《월계수 양복점 신사들》 (2017년, KBS2)
- 《무궁화 꽃이 피었습니다》 (2017년, KBS1)
- 《김과장》 (2017년, KBS2)
- 《굿 와이프》 (2016년, tvN)
- 《안투라지》 (2016년, tvN)
- 《쇼핑왕 루이》 (2016년, MBC)
- 《W》 (2016년, MBC)
- 《캐리어를 끄는 여자》 (2016년, MBC)
- 《동네변호사 조들호》 (2016년, KBS2)
- 《내 사위의 여자》 (2016년, SBS)
- 《시그널》 (2016년, tvN)
- 《내일도 승리》 (2015년, MBC)
- 《용팔이》 (2015년, SBS)
- 《울지 않는 새》 (2015년, tvN)
- 《신분을 숨겨라》 (2015년, tvN)
- 《이혼변호사는 연애중》 (2015년, SBS) - 마동미 측 심부름꾼 역
- 《하이드 지킬, 나》 (2015년, SBS)
- 《모던파머》 (2014년, SBS)
- 《너희들은 포위됐다》 (2014년, SBS)
- 《감자별 2013QR3》 (2013년, tvN)

### 광고
- 한화인
- GS 정관장 10주년
- 인텔 샌트리온 2
- HD 디지털 케이블TV
- 현대증권
- LIG 손해보험
- 청하